# 양동중학교 (서울)
양동중학교(陽東中學校)는 대한민국 서울특별시 양천구 목동에 있는 공립 중학교이다.

## 학교 연혁
- 1984년 1월 9일 : 양동중학교 설립 인가
- 1984년 1월 16일 : 초대 나상돈 교장 취임
- 1984년 3월 5일 : 제1회 입학식
- 1998년 12월 18일 : 강당(빛누리) 준공 및 개관식
- 2002년 11월 28일 : 정보화센터 및 정원교실 개관
- 2020년 9월 1일 : 제12대 지향 교장 취임
- 2023년 1월 4일 : 제39회 졸업식(졸업생 236명)
- 2023년 3월 2일 : 제38회 입학 (남학생 83명, 여학생 110명 총 193명)

## 참고 자료
- 양동중학교 - 한국교육학술정보원 학교알리미